# Alberto da Casalodi
(Dante Alighieri, Inferno, Canto XX, vv. 95-96)
Alberto da Casalodi (o Alberto II Casaloldo), conte, detto "Alberto il Giovane" (1230 circa – Casaloldo, 1288), è stato un politico italiano.

## Biografia

### Da Brescia a Mantova
Nato dal conte Bernardo forse intorno al 1230, Alberto II doveva avere già raggiunto la maggiore età nel 1254, anno in cui egli è attestato per la prima volta, come rappresentante di Brescia, in un atto di divisione del territorio di Mosio, già governato dalla sua stirpe, tra i comuni di Brescia e Mantova.
Fu uno dei maggiori esponenti della famiglia dei Casalodi, che derivarono il loro nome dal toponimo Casale Altum, un castello nei dintorni di Mantova, ma all'epoca in diocesi e distretto di Brescia, corrispondente all'attuale Casaloldo.
Fu anche detto "il Giovane" per distinguerlo dal più famoso avo Alberto I Casaloldo, "il Vecchio", suo nonno, in quanto padre di suo padre Bernardo.
Dopo avere subito danni non lievi e gravi perdite di beni e di potere a causa del bando e delle confische dei beni di Asola e di Mosio comminati dal comune di Brescia alla sua famiglia dal 1240 al 1252, in seguito ai quali la casata si trasferì stabilmente in Mantova, nel quartiere di San Giacomo, nuovo centro dei suoi interessi, di cui comunque già godeva la cittadinanza, nel 1255 fu destinato a lui e ad altri conti di Casaloldo da Guglielmo II d'Olanda, che si intitolava re dei Romani, un diploma imperiale di conferma di tutti i possedimenti e i privilegi goduti precedentemente dai conti.
In Mantova l'ambizione e la sete di dominio dei conti riprese vigore, formando un partito che contendeva il primato alle altre famiglie principali racchiuse nei rispettivi quartieri: Grossolani e Bonacolsi nel quartiere di Santo Stefano; Poltroni ed Arlotti in quello di San Martino; Zanicalli e Gaffari in quello di San Leonardo.
La schiatta dei Casalodi, nel suo desiderio di acquistare in Mantova quella potenza che già aveva esercitato in Brescia, si trovò contro in particolare Pinamonte dei Bonacolsi e la nuova famiglia, in quegli anni emergente, dei Gonzaga.
Quest'ultima, originaria, come rivela il nome, dal centro omonimo, ma a quell'epoca detenuto dai conti Casalodi, subì negli anni Sessanta del XIII secolo una confisca di alcuni beni per opera del comune di Mantova, ma su istigazione dei Casaloldo, gelosi dell'ascesa dei Gonzaga e a loro contrapposti; in questo modo, però, i Casalodi non si accorgevano di fare il gioco dei Bonacolsi.

### "La mattia da Casalodi"

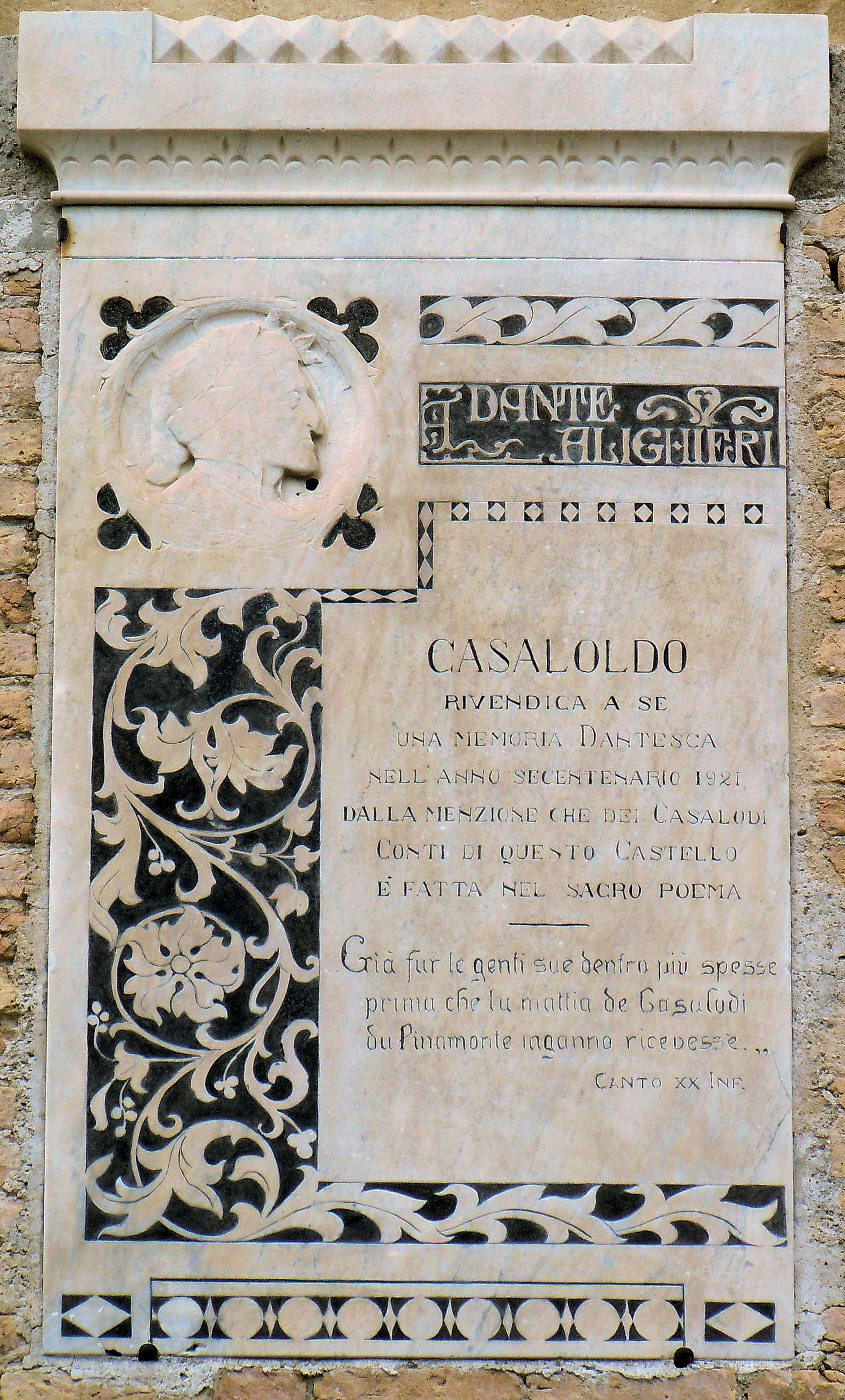
Casaloldo, lapide a memoria dantesca (Inferno, canto XX) posta sulla Torre Casalodi

Nell'anno 1272 Alberto da Casalodi, partigiano guelfo e alleato del conte Ludovico di Sambonifacio, che nel 1269 aveva preso il pieno potere in città anche con l'aiuto dei conti di Casaloldo, si lasciò sopraffare da Pinamonte dei Bonacolsi, ghibellino, che dopo aver spinto il Casalodi a cacciare alcune famiglie turbolente, ma del partito guelfo, approfittò dell'indebolimento della fazione avversa per cacciarlo e prendere il potere in città.

I successivi esili di massa e esecuzioni sommarie spopolarono tanto la città, da essere ricordati da Dante Alighieri, il quale prende occasione dal racconto di Virgilio sull'origine di Mantova per alludere a questo contrasto tra i Casalodi ed i Bonacolsi (Inferno, Canto XX, 95-96):
Cioè, come spiegato già dai commentatori antichi di Dante, la città di Mantova fu assai più fiorente di magnati e potenti prima che Pinamonte Bonacolsi ne ottenesse la signoria ingannando il conte Alberto di Casaloldo, il quale, avendo all'epoca una posizione di primo piano in città, conquistata la sua fiducia e la sua protezione, scioccamente accettò i consigli di Pinamonte di bandire gli avversari di quest'ultimo, segnatamente gli aderenti al partito degli Este, cosicché al cattivo consigliere fu facile, per il malcontento che suscitò contro Alberto II, impadronirsi del governo di Mantova e tenerlo, dapprima come rettore insieme al conte Federico di Marcaria, lontano parente del Casaloldi, poi da solo con il titolo di capitano perpetuo della città e del popolo e con l'autorità di signore.

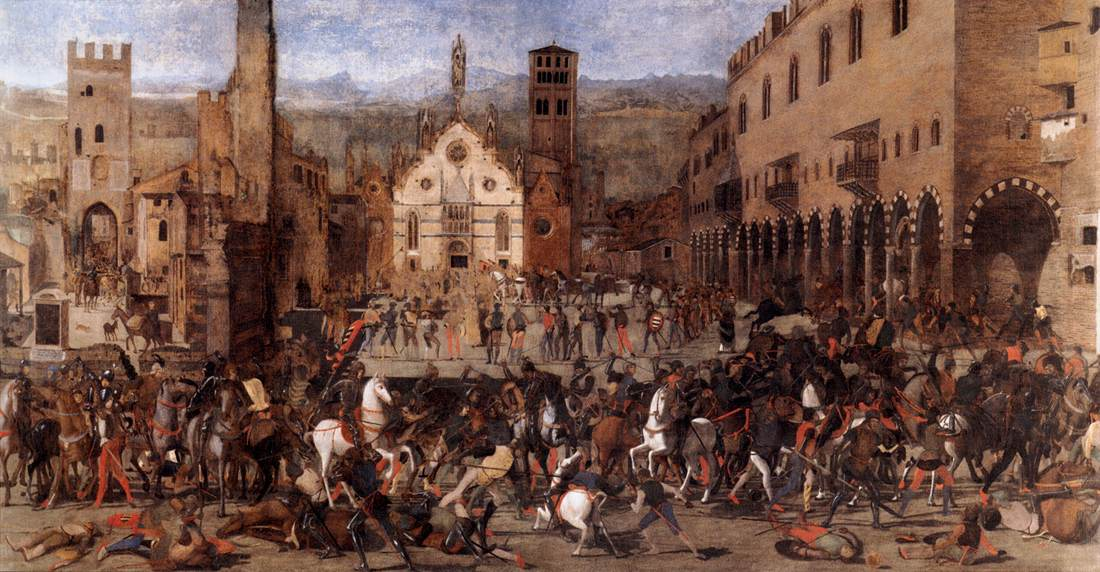
La cacciata dei Bonacolsi del 1328 di Domenico Morone: evento analogo a quello che si era verificato nel 1272 con la cacciata di Alberto Casalodi da Mantova

In particolare, il Bonacolsi, che desiderava il governo della città virgiliana, fattosi amico dei Casalodi già dal 1268, li utilizzò per far nascere una rivolta e tentare così di scalzare dal dominio sulla città il marchese Obizzo II d'Este; egli però, insieme a molte famiglie mantovane - Gaffari, Zanicalli e Stanziali -, uscirà effettivamente di scena solo l'anno seguente, abbandonato dai Casaloldi, suoi ex-alleati, istigati in tale direzione per l'appunto da Pinamonte.
Rimasti al potere il conte Ludovico di Sambonifacio ed i Casaloldo, Pinamonte, dopo aver persuaso il conte Alberto II a relegare alcuni nobili del luogo fuori città, con il preciso scopo di accrescere il favore popolare e di allontanare eventuali rivali alla presa di potere, si liberò dei Casalodi, ignari e sprovveduti, del San Bonifacio e dei pochi nobili a loro fedeli nel 1272, facendo insorgere il popolo con false accuse.
Ciò avvenne il 28 luglio 1272.
Il conte San Bonifacio si rifugiò a Brescia, i Casaloldo ripararono invece nella loro Gonzaga.

### L'esilio e la morte
Per volontà di Pinamonte il conte Casalodi venne dichiarato nemico del comune per mezzo di un pubblico decreto.
Nel 1274 i beni in Mantova dei conti Casaloldi, obbligati all'esilio perpetuo, furono confiscati e in parte concessi proprio ai Bonacolsi, in parte ai Gonzaga, e questo perché questi ultimi si trovavano in aperta rivalità con i Casaloldo per il predominio sul castello di Gonzaga.
La segreta intesa fra Pinamonte e i Gonzaga per estromettere i comuni rivali Casaloldi appare evidente proprio nel fatto che i primi, quale immediata conseguenza della cacciata del conte Alberto II, ebbero restituiti i loro beni precedentemente sequestrati, ed in più la prebenda del conte Filippo da Casaloldo, canonico della cattedrale Mantova.
La effettiva potenza dei Gonzaga, futuri signori di Mantova, si affermò quindi solo in conseguenza della caduta dei Casaloldo ed a spese di essi, in particolare dopo il 1278.
Il conte Alberto II, profugo e bandito da Mantova, inizialmente si ritirò con i suoi parenti nel castello di Gonzaga; ma quando anche quest'ultimo loro rifugio in terra mantovana fu loro tolto nel 1278 da un drappello di mantovani d'accordo con Pinamonte, il quale si fece forte del bando imperiale già lanciato da Federico II di Svevia contro i Casaloldo negli anni 1213, 1220 e 1221, proprio per la restituzione di Gonzaga, allora Alberto II forse ritornò in Brescia, come fece il conte Filippo, vescovo eletto di Mantova, o forse si ritirò a vivere nella terra avita di Casaloldo, ove morì nel 1288, e fu secondo D'Arco sepolto nella vicina Asola.
Fece però in tempo ad essere tra quei conti di Casaloldo che presentarono prima al comune di Brescia, nel 1285, poi all'abbazia di San Benedetto in Polirone, forse nel 1286, domanda, corredata da tanto di diplomi imperiali, per essere reintegrati in quella parte dei loro possedimenti che era andata perduta.

## Discendenza
Alberto ebbe sicuramente un figlio, il conte Roberto Casaloldi, sposato con Beatrice Casadraghi, nobile e ricca casata mantovana, morto a Bologna nel 1335, e forse un altro figlio di nome Brandano.